# Djurgårdens IF Alpinförening
Djurgårdens IF Alpinförening grundades i slutet av 1930-talet, och är därmed en av Sveriges äldsta skidklubbar. Idag har klubben ca 300 medlemmar och håller till i Hammarbybacken vid Hammarby Sjöstad.